# Ruan-sur-Egvonne
Ruan-sur-Egvonne ist eine französische Gemeinde mit 80 Einwohnern (Stand 1. Januar 2022) im Département Loir-et-Cher in der Region Centre-Val de Loire. Sie gehört zum Kanton Le Perche und zum Arrondissement Vendôme. 

## Lage
Das Gemeindegebiet wird vom namengebenden Fluss Egvonne durchquert.
Ruan-sur-Egvonne grenzt im Westen und im Nordwesten an Bouffry, im Norden an Commune nouvelle d’Arrou mit Langey, im Osten an Cloyes-les-Trois-Rivières mit Saint-Hilaire-sur-Yerre, im Südosten an Villebout und im Süden an Fontaine-Raoul.

## Bevölkerungsentwicklung

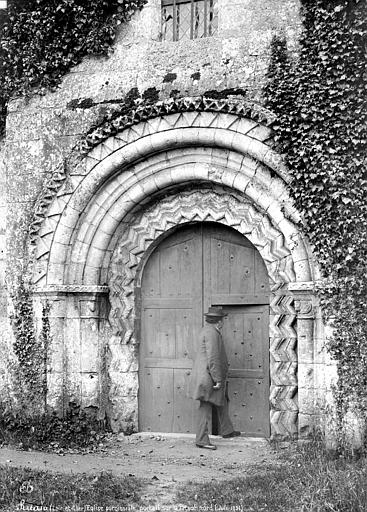
Portal der Kirche Saint-Laurent

| Jahr      | 1962 | 1968 | 1975 | 1982 | 1990 | 1999 | 2008 | 2017 |
| --------- | ---- | ---- | ---- | ---- | ---- | ---- | ---- | ---- |
| Einwohner | 180  | 149  | 121  | 101  | 79   | 93   | 89   | 94   |